# Kalkarsveden

Kalkarsveden är ett område på norra Ingarö i Värmdö kommun i Stockholms län.
På Kalkarsveden finns cirka 20 hus, varav cirka fem är bebodda året runt.
Från Kalkarsveden finns utsikt ut över Kolström. På andra sidan vattnet ligger Beatelund.